# Nolana incana
Nolana incana är en potatisväxtart som först beskrevs av R. Phil., och fick sitt nu gällande namn av L M.Johnston. Nolana incana ingår i släktet cymbalblommor, och familjen potatisväxter. Inga underarter finns listade i Catalogue of Life.